# Lottie Cunningham Wren
Lottie Cunningham Wren (née en 1959) est une avocate nicaraguayenne Miskito, écologiste et militante des droits autochtones du Nicaragua.

## Biographie
Lottie Cunningham est née le 29 septembre 1959 dans le village de Bilwaskarma, situé sur le Rio Coco, au Nicaragua.
Lottie Cunningham a fondé le Centre pour la Justice et les Droits de l'homme de la Côte Atlantique du Nicaragua . En 2019, elle a reçu le Prix Paul K. Feyerabend et en 2020, le Right Livelihood Award, également connu sous le nom de « Prix Nobel alternatif », pour son travail de défense des droits des peuples autochtones et afro-descendants à leur terre.